# Аль-Фатат
Аль-Фатат (араб. جمعية العربية الفتاة‎) или Младоарабское общество — арабское националистическое движение Османской империи.
Оно было образовано в 1909 году в Париже. Его учредителями являлись Авни Абд аль-Хади, Иззат Дарваза, Джамиль Мардам Бей, Тавфик аль-Сувайди и др.
Цели движения были независимость и единство арабов под правлением Османской империи. Движение поддержало тесные связи с реформаторскими и радикальными движениями, особенно с Аль-Ахд.
Общество было строго засекреченным. Общее число его членов превышало 2 тыс. человек. Руководящий состав общества и основная часть его рядовых членов были представителями имущих классов.
В июне 1913 г. по инициативе «Младоарабского общества» в Париже собрался конгресс арабских организаций, который поручил руководству «Младоарабского общества» вступить в переговоры с османским правительством о предоставлении автономии арабским вилайетам Османской империи. Центр «Младоарабского общества» был перенесен сначала в Бейрут, а затем в Дамаск.
Было организовано направление телеграмм и писем с просьбой осуществить план автономии в арабских вилайетах империи. Но младотурецкое правительство ответило на просьбу арабов тем, что были произведены многочисленные аресты и закрыты оппозиционные газеты и журналы в арабских вилайетах. 
Движение повлияло на арабское восстание 1916 года.